# メカ・ストライサンドの大迷惑
「メカ・ストライサンドの大迷惑」 (メカ・ストライサンドのだいめいわく、Mecha-Streisand) は、コメディ・セントラルのテレビ番組『サウスパーク』の第1シーズンの12番目の話である。アメリカでの初放送は1998年2月18日に行われた。

## あらすじ
学校の授業のために化石採掘が行われているとき、カートマンは奇妙な三角形の物体を見つけ、すぐに捨ててしまう。それをカイルが拾ったところ、考古学者がその物体に書かれていた文字がアナサジだと言い出し、カイルは発見者としてメディアに注目された。それにやきもちを焼いたカートマンがそれは自分が見つけたものだと言い出し、カイルはしぶしぶ返す。
そんな中、映画評論家のレナード・マルティンが町にやってきて、シェフにバーブラ・ストライサンドを見かけなかったかたずねてくる。シェフが見かけなかったといったところ、マルティンはもし彼女が三角形の物体の報道を見聞きしたら、カイルたちが大きな危機にさらされることを伝えた。
それからバーブラ・ストライサンドがヘリコプターからバス停に降り、"the Triangle of Zinthar"がどこにあるのかその場にいたカイルらに尋ねてくる。カイルらはストライサンドがどのような人物か知らない上に、三角形の物体を渡したくないと言い出した。不快に思ったストライサンドはその物体が自分の命にかかわるもので、返してくれたらお金を上げるといって、自分のたくらみを成功させるために、カイルらを自らの屋敷に連れて行く。
そのころ、シェフはマルティンを車に乗せてストライサンドの屋敷に向かっていた。車の中でマルティンはストライサンドが保険外交員と雌のジャッカルの間に生まれた、邪悪で残忍で自己中心的なビッチで"the Diamond of Pantheos"という古代の遺物を用いて世界征服を行おうとたくらんでいることを話す。また、かつてその遺物は真っ二つにされた後、地球上の別々の場所に隠されたが、ストライサンドが『マイ・フェア・レディ』の撮影中にかけらを見つけ、残りのひとつがカートマンが見つけた物であることがわかった。
一方屋敷ではストライサンドが子供たちを縛り上げ、中世的な方法で拷問を行い、歌ってその物体を自分に渡させ、手元にあったもう一方とあわせて"the Diamond of Pantheos"を作り出した。するとストライサンドはメカ・ストライサンド(メカゴジラのパロディ)になり、ゴジラのような歌声でサウスパークの町を壊しだした。それからすぐにマルティンとシェフが屋敷に入って子供たちを助け出し、彼らから事情を聞いた。ストライサンドが町で暴れまわっていると彼女をやっつけに来たマルティンがウルトラマンのような巨大ヒーローに変身して立ち向かうが、すぐに倒された。このとき、スタンとカイルとケニーは3人で瓦礫などをよけていったが、ケニーが学校のグラウンドに来たときテザーボールの紐がケニーの首にしっかりと巻きつきもがいているうちに死んでしまった。
シドニー・ポワチエもガメラのような巨大ガメになって加勢するが、ストライサンドに負けた。
そこへザ・キュアーのロバート・スミスがやってきて、モスラの様な巨大な蛾になった後、ジャイアントロボのように腕時計を通じてシェフたちから指示を仰いだ。メカストライサンドの弱点が鼻だと知ったスミスはロケットパンチを用いてストライサンドから"the Diamond of Pantheos"をたたき出し、彼女を無力化させ、メガ・トスで彼女を宇宙に放り投げ、爆発させた。
爆発後、イエス・キリストを含む町の人々がロバート・スミスを救世主とあがめた。夕日を背に町を去るスミスにカイルが『ディスインテグレーションが僕にとっての最高のアルバムです！』と叫んだ。
この力は持つべきものではないと考えたカイルらは"the Diamond of Pantheos"を再び2つにしてゴミ箱に捨てた。しかし、カイルの弟であるアイクがまた1つにしてしまい、アイクはメカアイクとなってしまったのだった。

## 評価・DVD化

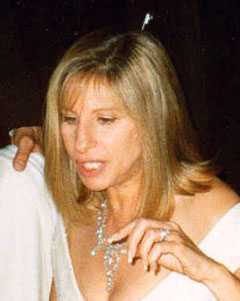
バーブラ・ストライサンドはこの番組における自身の描写について厳しく批判している

この番組が1998年2月18日に放送された後、ニールセンがたたき出した視聴率6.9で、これは320万世帯の540万人が見ているという計算になる。
この回の視聴率は過去に最高の視聴率を誇った『ダミアンのいんちきパパ』の視聴率を抜き、コメディセントラルで放送されているサウスパーク以外の番組の視聴率の平均の10倍をたたき出した。
パーカーとストーンの二人はこの回を気に入っていたが、ファンからは第1シーズンの中でも面白くないという感想が届き、バーブラ・ストライサンドに関するジョークがくどくなってきたという意見もある。
また、多くのファンはケニーがテザーボールのひもに絡まって死ぬ場面は本筋とは無関係であることに不満を持っているが、ケニーの死はジョークのつもりとして入れたと制作陣は話している。
ストライサンド自身は女性誌ミラベラとのインタビューで「皮肉とパロディは楽しませていただきましたが、『サウスパーク』や『BEAVIS AND BUTT-HEAD』といった番組によって、大衆、特に子供たちに対して悪いイメージがついてしまわないか心配しています。」とこの回に対して否定的な印象を抱いていることを話した。。制作陣はこの批判に応え、後に放送された『殺人金魚の事件簿』では、"Spooky vision"として画面の四隅にストライサンドの顔写真を張り付けた。
レナード・マルティンは、パーカーとストーンに対し、この回における自身の描写について子供たちが気に入っていると話し、肯定的な印象をもっていることを話した。また、ロバート・スミスも、若い甥や姪にとって、スミスがサウスパークに出演したこと以上に彼の経歴の中で大きなものはないと話し、マルティン同様肯定的な印象を抱いていることを話した。
1998年11月、『メカ・ストライサンドの大迷惑』は、『大食いカートマンと腹ぺこマーヴィン』、『おしゃべりウンチのMr.ハンキー』、『ウェンディ、レズに嫉妬』とともに、3枚組DVDの第3巻に収録された。
『メカ・ストライサンドの大迷惑』は、2002年11月12日に発売された"South Park: The Complete First Season"にも収録されており、パーカーとストーンはこのDVDに収録されたほかの12話とともに向けてオーディオコメンタリも制作していた。だが、二人がオーディオコメンタリの修正・検閲を拒んだため、実際には収録されず、DVDと別個に発売されたCDに収録される形となった。
2008年、『メカ・ストライサンドの大迷惑』は、パーカーとストーンによってサウスパークの公式ウェブサイト"South Park Studios"にて、無料で視聴できるようになった。
この回の本放送から12年、第14シーズンの "200"は200回記念と称して過去に登場してきたキャラクターが再登場する内容となっており、その回で登場したメカ・ストライサンドのデザインは初登場時よりコンピュータじみたデザインとなっており、アニメーションの技術の向上により動きもより滑らかになっている。
彼女の右手はチェーンソーになっており、尻にはミサイルランチャーが、肩にはミサイルパックがそれぞれ搭載され、乳首から蒸気を噴出する機能が追加された。
ニール・ダイアモンドとデュエットする場面でメカストライサンドは性器から緑色のガスを噴出しサウスパークの住民を苦しめている。
なお、『メカ・ストライサンドの大迷惑』で披露されたメカ・ストライサンドについての日本語の歌は、『200』でも取り上げられている。

## 備考
マルティンはシェフにストライサンドが『マイ・フェア・レディ』の撮影中に"the Triangle of Zinthar"を見つけたと伝えたが、実際のところ彼女がこの映画に出演した事実はない。
また、この回では『ゴジラ』などといった日本の怪獣映画のパロディが用いられており、この回における彼女の出生は『オーメン』のパロディであり、スタンがメカ・ストライサンドを見て発した"My mother told me there are no real monsters, but there are"という言葉は、『エイリアン2』のニュート（レベッカ・ジョーンズ）の発言を引用したものである。
ストライサンドが破壊活動を行いだしたシーンで、リポーターの"just weeks after the devastating attack of mutant genetic creatures, zombies, and Thanksgiving turkeys, the town of South Park has managed to rebuild itself"という報道は、先に放送された『カイルの象、豚とメイク・ラブ』、『ケツ膜炎ゾンビ計画』、『大喰いカートマンと腹ぺこマーヴィン』を踏まえたうえでのものである。
ストライサンドの400万ドルのコンプレックスは、『リーサル・ウェポン2』でメル・ギブソンがトラックで引いたコンプレックスのパロディである。
ストライサンドの自室にはサタンとツーショットしたときのポスターがあり、"Love, mi amor, Satan"というサインがポスターに書かれている。